# Super Active Matrix Organic Light-Emitting Diode

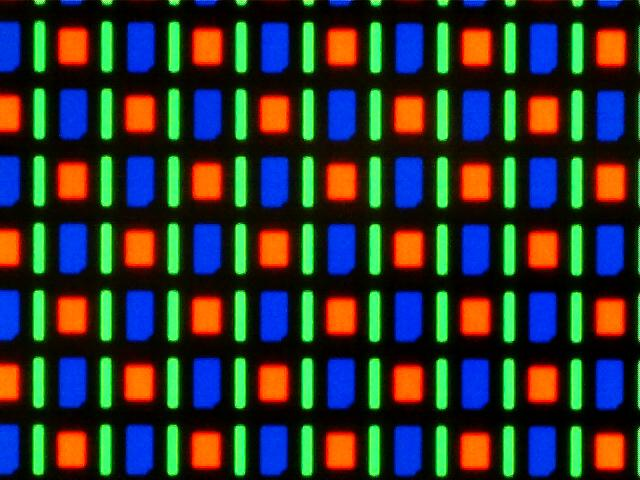
Розташування субпікселей в екрані Super AMOLED із матрицею PenTile

Super Active Matrix Organic Light-Emitting Diode (Super AMOLED) — технологія створення сенсорних дисплеїв для мобільних пристроїв. Технологія використовує органічні світлодіоди як світловипромінюючі елементи й активну матрицю з тонкоплівкових транзисторів для керування світлодіодами, а також убудоване сенсорне управління в складі екрана.
У порівнянні з AMOLED основними перевагами є здатність відображати більшу колірну гаму, а також менша товщина дисплея. На відміну від звичайних сенсорних AMOLED-Дисплеїв, Super AMOLED не має потреби в окремому сенсорному шарі, оскільки він уже вбудований у дисплей. У результаті користувач одержує швидший відгук на дотики, менше відблисків і насиченіші кольори.
У порівнянні з першим поколінням AMOLED, Super AMOLED має такі переваги:
- на 20% яскравіший екран
- на 80% менший відблиск сонячних променів
- на 20% знижене енергоспоживання
- уповільнене вигоряння органічних діодів

## Апарати з дисплеями Super AMOLED
- Motorola DROID Ultra
- Samsung Wave
- Samsung Galaxy S (Super AMOLED)

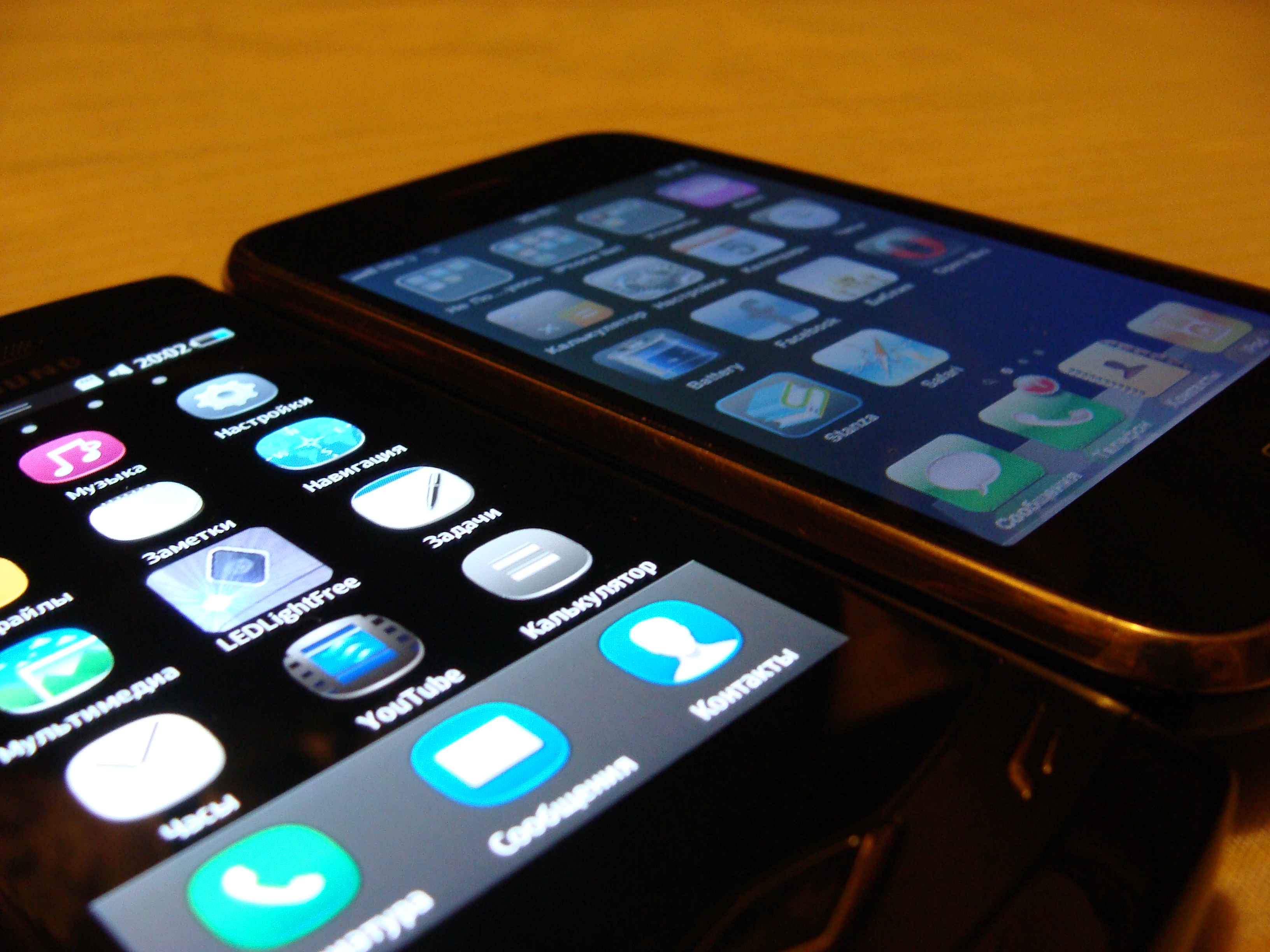
Екран Super-AMOLED в порівнянні з екраном IPS, на смартфонах Samsung Wave та iPhone 3G

- Samsung Galaxy S II (Super AMOLED Plus)
- Samsung Galaxy Note (HD Super AMOLED)
- Samsung Galaxy Note II (HD Super AMOLED)
- Samsung Galaxy S III (HD Super AMOLED)
- Samsung Galaxy S4
- Samsung Galaxy S5
- Samsung Galaxy S6
- Samsung Galaxy S7
- Samsung Galaxy S8
- Samsung Galaxy S9
- Samsung Galaxy S10
- Samsung Capative
- Samsung Epic 4g
- Samsung Fascinate
- Samsung Vibrant